# Stanjevci
Stanjevci (makedonska: Стањевци) är en ort i Nordmakedonien. Den ligger i kommunen Sveti Nikole, i den centrala delen av landet, 40 kilometer öster om huvudstaden Skopje. Stanjevci ligger 420 meter över havet och antalet invånare är 178.